# Carmen Álvarez Rivero
Carmen Silvia Álvarez Rivero (n. Córdoba, 28 de julio de 1965) es una empresaria y política argentina perteneciente a Propuesta Republicana (PRO). Actualmente se desempeña como Senadora Nacional de Juntos por el Cambio por Córdoba.

## Biografía
Carmen Silvia Álvarez Rivero  Nació el 28 de julio de 1965 en Córdoba. Senadora Nacional por la Provincia de Córdoba durante el período 2021-2027, por el Bloque PRO en el Interbloque Juntos por el Cambio. Está casada y es madre de cuatro hijos. Curso sus estudios en Escuela Nacional de Profesores Alejandro Carbó. Es presidenta de la Comisión de Trabajo y Seguridad Social del Senado de la Nación. La legisladora está bajo el ala de la actual ministra de Seguridad, Patricia Bullrich. Dueña de la empresa constructora DELTA y colabora en los inicios de la Fundación Mediteárranea.
En 2025, siendo presidente de la comisión se negó a tratar el  aumento jubilatorio y, en una medida de fuerza, se levantó de la silla e intentó irse de la Comisión de Trabajo y Previsión Social del Senado sin abrir la votación. Tras asumir la presidencia de la comisión otro senador en su reemplazo, la cordobesa volvió a su sitio, con la intención de no dejar avanzar el tema y bloquear el voto para otorgar un aumentó a jubilados. 
Ha ocupado los cargos de Presidenta y Directora de Proyectos Sociales en la Fundación Civilitas, donde en la actualidad ejerce como Secretaria General.
Desde el año 2015, ha sido la Directora Comercial de Senior Consulting, a partir de abril de 2021, asumió el rol de Prosecretaria de la Asociación Cristiana de Dirigentes de Empresa de Córdoba (ACDE).
En julio de 2021, acompaña a Luis Juez para acompañarlo como precandidata a Senadora Nacional tras las comicios generales, asume en el Senadora Nacional por Córdoba, en el Periodo 2021-2027, dentro del Bloque PRO.
La senadora ha sido cuestionada en 2025 por su escaso conocimiento de los reglamentos del Senado y de la constitución nacional. Ese mismo mes fue objeto de controversia por dichos al decir “No creo que los niños argentinos tengan derecho a ir al Garrahan a ser curados".